# Elisabeth von Ungarn (Dominikanerin)
Elisabeth von Ungarn (* 1292 oder 1293 in Buda, heute Budapest; † 31. Oktober 1336 in Töss, heute Stadtteil von Winterthur) war Dominikanerin und Tochter König Andreas’ III. von Ungarn und der Fenenna von Polen.

## Leben
Elisabeth von Ungarn wurde im Alter von neun Jahren zur Vollwaisen, worauf ihre Erziehung von ihrer Stiefmutter Agnes von Ungarn übernommen wurde. Von diesem Zeitpunkt an wuchs sie in Wien auf, wo sie im Kindesalter mit dem späteren König von Böhmen, Wenzel III. verlobt wurde. Als der Vater von Agnes von Ungarn, König Albrecht I. von Habsburg, 1308 in Brugg ermordet wurde, reiste Elisabeth mit Agnes dorthin. Später wurde dort das Kloster Königsfelden errichtet.

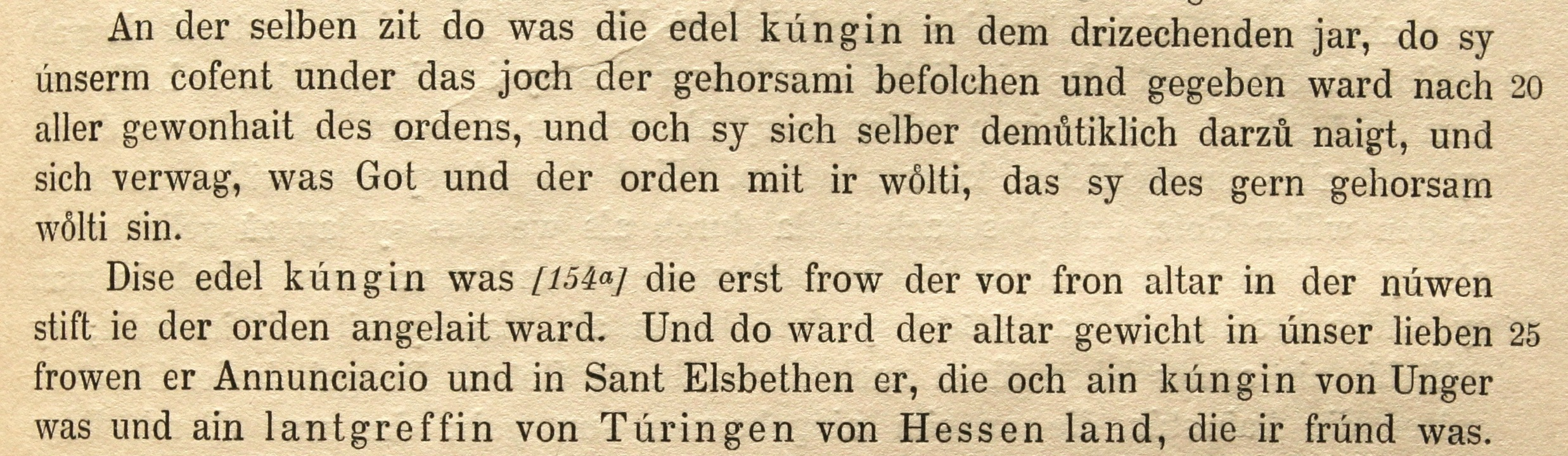
Erste Erwähnung von Elisabeth von Ungarn im Buch von Elsbeth Stagel

1309 trat Elisabeth mehr oder weniger auf eigenen Willen ins Kloster Töss bei Winterthur ein. Noch bei ihrem Eintritt soll Herzog Heinrich von Österreich versucht haben, sie als Braut zu werben.
Im Kloster begegnete sie Elsbeth Stagel, in deren Schwesternbuch auch sie verewigt wurde. Sie verstarb dort 1336 nach einer langen Leidenszeit und wurde im Nonnenfriedhof beigesetzt. Später wurden ihre sterblichen Überreste in ein Hochgrab in der Klosterkirche gebracht.

## Verehrung nach ihrem Tod
Elisabeth von Ungarns Großtante war die heilige Elisabeth von Thüringen. Besonders im 15. Jahrhundert wurde Elisabeth dann selbst wie eine Heilige verehrt. Das ungarische Doppelkreuz wurde ihr zu Ehren vom Kloster als Wappen übernommen und ist auch heute noch Teil des Wappens von Töss.
Um ihr Leben im Kloster entstanden nach ihrem Tod einige Legenden. So gibt es aus dem 15. Jahrhundert eine Abschrift einer Elisabethenlegende, wonach sie 34'000 Mal im Jahr das Ave Maria gebetet habe, tausend für jedes Lebensjahr Christi. Ebenfalls ist von nahezu biblischen Wundern die Rede.
Ihre Grabplatte, die wahrscheinlich auch aus dem 15. Jahrhundert stammt, befindet sich heute im Schweizerischen Landesmuseum.